# Rhinolophus canuti
Rhinolophus canuti es una especie de murciélago de la familia Rhinolophidae.

## Distribución geográfica
Es endémica de Java, Bali y Nusa Barong (Indonesia). Una subespecie de Timor, R.c.timoriensis (Goodwin, 1979, se considera por la IUCN como especie distinta.